# برداگولوو
برداگولوو (انگلیسی: Berdagulovo) یک شهرک در شهرستان بلورتسکی باشقیرستان کشور روسیه است.